# (506) Marion
(506) Marion es un asteroide perteneciente al cinturón de asteroides descubierto el 17 de febrero de 1903 por Raymond Smith Dugan desde el observatorio de Heidelberg-Königstuhl, Alemania.
Está nombrado en honor de Marion Orcutt, prima del descubridor.